# アルゼンチングランプリ
アルゼンチングランプリ（アルゼンチンGP, Argentine Grand Prix）は、アルゼンチンで行われていたF1グランプリのレース。開催サーキットは全てオスカル・ガルベス・サーキット（ブエノスアイレス）である。
2012年3月にアルゼンチン大統領クリスティーナ・フェルナンデス・デ・キルチネルが2013年から市街地レースとして開催に向け動き出していることを明らかにした。

## 過去の結果と開催サーキット
| 年          | 決勝日     | ラウンド   | サーキット              | 勝者                                        | コンストラクター                             | 結果       |
| ----------- | ---------- | ---------- | ----------------------- | ------------------------------------------- | -------------------------------------------- | ---------- |
| 1953        | 1月18日    | 1          | ブエノスアイレス(No.2)  | アルベルト・アスカリ                        | フェラーリ                                   | 詳細       |
| 1954        | 1月17日    | 1          | ブエノスアイレス(No.2)  | ファン・マヌエル・ファンジオ                | マセラティ                                   | 詳細       |
| 1955        | 1月16日    | 1          | ブエノスアイレス(No.2)  | ファン・マヌエル・ファンジオ                | メルセデス                                   | 詳細       |
| 1956        | 1月22日    | 1          | ブエノスアイレス(No.2)  | ルイジ・ムッソ ファン・マヌエル・ファンジオ | フェラーリ                                   | 詳細       |
| 1957        | 1月13日    | 1          | ブエノスアイレス(No.2)  | ファン・マヌエル・ファンジオ                | マセラティ                                   | 詳細       |
| 1958        | 1月19日    | 1          | ブエノスアイレス(No.2)  | スターリング・モス                          | クーパー-クライマックス （ロブ・ウォーカー） | 詳細       |
| 1959        | 開催されず | 開催されず | 開催されず              | 開催されず                                  | 開催されず                                   | 開催されず |
| 1960        | 2月07日    | 1          | ブエノスアイレス(No.2)  | ブルース・マクラーレン                      | クーパー-クライマックス                      | 詳細       |
| 1961 - 1970 | 開催されず | 開催されず | 開催されず              | 開催されず                                  | 開催されず                                   | 開催されず |
| 1971        | 1月24日    | 非選手権   | ブエノスアイレス(No.9)  | クリス・エイモン                            | マトラ                                       | 詳細       |
| 1972        | 1月23日    | 1          | ブエノスアイレス(No.9)  | ジャッキー・スチュワート                    | ティレル-フォード                            | 詳細       |
| 1973        | 1月28日    | 1          | ブエノスアイレス(No.9)  | エマーソン・フィッティパルディ              | ロータス-フォード                            | 詳細       |
| 1974        | 1月13日    | 1          | ブエノスアイレス(No.15) | デニス・ハルム                              | マクラーレン-フォード                        | 詳細       |
| 1975        | 1月12日    | 1          | ブエノスアイレス(No.15) | エマーソン・フィッティパルディ              | マクラーレン-フォード                        | 詳細       |
| 1976        | 開催されず | 開催されず | 開催されず              | 開催されず                                  | 開催されず                                   | 開催されず |
| 1977        | 1月09日    | 1          | ブエノスアイレス(No.15) | ジョディー・シェクター                      | ウルフ-フォード                              | 詳細       |
| 1978        | 1月15日    | 1          | ブエノスアイレス(No.15) | マリオ・アンドレッティ                      | ロータス-フォード                            | 詳細       |
| 1979        | 1月21日    | 1          | ブエノスアイレス(No.15) | ジャック・ラフィット                        | リジェ-フォード                              | 詳細       |
| 1980        | 1月13日    | 1          | ブエノスアイレス(No.15) | アラン・ジョーンズ                          | ウィリアムズ-フォード                        | 詳細       |
| 1981        | 4月12日    | 3          | ブエノスアイレス(No.15) | ネルソン・ピケ                              | ブラバム-フォード                            | 詳細       |
| 1982 - 1994 | 開催されず | 開催されず | 開催されず              | 開催されず                                  | 開催されず                                   | 開催されず |
| 1995        | 4月09日    | 2          | ブエノスアイレス(No.6)  | デイモン・ヒル                              | ウィリアムズ-ルノー                          | 詳細       |
| 1996        | 4月07日    | 3          | ブエノスアイレス(No.6)  | デイモン・ヒル                              | ウィリアムズ-ルノー                          | 詳細       |
| 1997        | 4月13日    | 3          | ブエノスアイレス(No.6)  | ジャック・ヴィルヌーヴ                      | ウィリアムズ-ルノー                          | 詳細       |
| 1998        | 4月12日    | 3          | ブエノスアイレス(No.6)  | ミハエル・シューマッハ                      | フェラーリ                                   | 詳細       |
| ソース:     |            |            |                         |                                             |                                              |            |

### 過去の開催サーキット
前述の通り全てオスカル・ガルベス・サーキットで開催されたが、コースレイアウトは何度か変更されている。

レイアウトNo.2（右回り）(1953,1955-1958,1960)
レイアウトNo.2 (左回り）（1954）
レイアウトNo.9 (1971-1973)
レイアウトNo.15 (1974-1975.1977-1981)
レイアウトNo.6 (1995-1998)

## 優勝回数
複数回勝利を挙げた者のみ対象とする。

### ドライバー
| 回数    | ドライバー                     | 優勝年                  |
| ------- | ------------------------------ | ----------------------- |
| 4       | ファン・マヌエル・ファンジオ   | 1954, 1955, 19561, 1957 |
| 2       | エマーソン・フィッティパルディ | 1973, 1975              |
| 2       | デイモン・ヒル                 | 1995, 1996              |
| ソース: |                                |                         |

- ^1 - 1956年のファンジオはルイジ・ムッソと車両をシェアして優勝。

### コンストラクター
| 回数    | コンストラクター | 優勝年                 |
| ------- | ---------------- | ---------------------- |
| 4       | ウィリアムズ     | 1980, 1995, 1996, 1997 |
| 3       | フェラーリ       | 1953, 1956, 1998       |
| 2       | マセラティ       | 1954, 1957             |
| 2       | クーパー         | 1958, 1960             |
| 2       | マクラーレン     | 1974, 1975             |
| 2       | ロータス         | 1973, 1978             |
| ソース: |                  |                        |

- 太字は2025年のF1世界選手権に参戦中のコンストラクター。

### エンジン
| 回数    | メーカー       | 優勝年                                               |
| ------- | -------------- | ---------------------------------------------------- |
| 9       | フォード       | 1972, 1973, 1974, 1975, 1977, 1978, 1979, 1980, 1981 |
| 3       | フェラーリ     | 1953, 1956, 1998                                     |
| 3       | ルノー         | 1995, 1996, 1997                                     |
| 2       | マセラティ     | 1954, 1957                                           |
| 2       | クライマックス | 1958, 1960                                           |
| ソース: |                |                                                      |

- 太字は2025年のF1世界選手権に参戦中のメーカー。

1. ↑  コスワースが製造。